# Грегг Берголтер
Грегг Берголтер (англ. Gregg Berhalter, МФА: [bərˈhɔːltər]; нар. 1 серпня 1973, Енглвуд, США) — американський футболіст, що грав на позиції захисника. По завершенні ігрової кар'єри — тренер. З 2025 року очолює тренерський штаб клубу «Чикаго Файр».

## Клубна кар'єра
У дорослому футболі дебютував 1994 року у Нідерландах виступами за команду клубу «Зволле», в якій провів два сезони, взявши участь у 37 матчах чемпіонату. 
Згодом з 1996 по 2002 рік грав у складі команд нідерландських клубів «Спарта» і «Камбюр», а також англійського «Крістал Пелес».
Своєю грою за останню команду привернув увагу представників тренерського штабу клубу «Енергі», до складу якого приєднався 2002 року. Відіграв за клуб з Котбуса наступні чотири сезони своєї ігрової кар'єри. Більшість часу, проведеного у складі «Енергі», був основним гравцем захисту команди.
2006 року уклав контракт з клубом «Мюнхен 1860», у складі якого провів наступні три роки своєї кар'єри гравця. Граючи у складі «Мюнхена 1860» також здебільшого виходив на поле в основному складі команди.
Завершив професійну ігрову кар'єру у клубі «Лос-Анджелес Гелаксі», за команду якого виступав протягом 2009—2011 років.

## Виступи за збірні
1993 року його залучали до складу молодіжної збірної США. На молодіжному рівні зіграв у 4 офіційних матчах.
1994 року дебютував в офіційних матчах у складі національної збірної США. Протягом кар'єри у національній команді, яка тривала 13 років, провів у формі головної команди країни 44 матчі.
У складі збірної був учасником розіграшу Кубка Америки 1995 року в Уругваї, розіграшу Золотого кубка КОНКАКАФ 1998 року у США, де разом з командою здобув «срібло», розіграшу Кубка конфедерацій 1999 року в Мексиці, на якому команда здобула бронзові нагороди, чемпіонату світу 2002 року в Японії та Південній Кореї, розіграшу Кубка конфедерацій 2003 року у Франції, чемпіонату світу 2006 року у Німеччині.

## Кар'єра тренера
Розпочав тренерську кар'єру відразу ж по завершенні кар'єри гравця, 2011 року, увійшовши до тренерського штабу клубу «Лос-Анджелес Гелаксі», де пропрацював протягом сезону.
У сезоні 2012–2013 очолював команду шведського клубу «Гаммарбю».
6 листопада 2013 року очолив тренерський штаб команди «Коламбус Крю». Чотири рази виводив цю команду до плей-оф MLS (у 2014, 2015, 2017 і 2018 роках), де найвищим досягненням став фінал лігу у 2015 році.
2 грудня 2018 року прийняв пропозицію очолити тренерський штаб національної збірної США. Керував командою на Золотому кубку КОНКАКАФ 2019, де США вийшли до фіналу змагання, де мінімально поступилися мексиканцям.
8 жовтня 2024 року підписав контракт з клубом «Чикаго Файр», очолив команду Грегг з січня 2025 року.

## Титули і досягнення
Гравець
- Срібний призер Золотого кубка КОНКАКАФ: 1998

Тренер
- Переможець Золотого кубка КОНКАКАФ: 2021
- Срібний призер Золотого кубка КОНКАКАФ: 2019
- Переможець Ліги націй КОНКАКАФ: 2021